# Monopol (fysik)

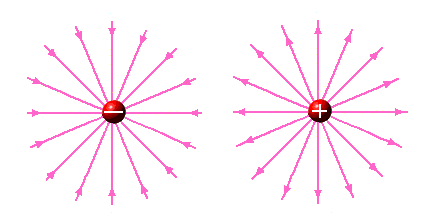
Två elektriska monopoler, med fältlinjer

Monopol motsvarar den potential som genereras från en elektrisk punktladdning, placerad i origo. Eller så kan en monopol tänkas motsvara en elektrisk laddning istället för en potential. Jämför magnetisk monopol. Bruket kommer från monopoltermen i multipolutveckling av potentialen.
Man kan tänka sig att en monopol har ett "monopolmoment" då den befinner sig i ett externt fält, liksom en dipol. Men eftersom momentet verkar i en punkt uppstår, till skillnad från dipoler,  inget vridmoment utan verkar istället som en kraft.